# Вотоловский, Виктор Владимирович
Ви́ктор Влади́мирович Вотоло́вский (29 мая 1947, Москва, СССР — 9 апреля 2012) — советский футболист, нападающий. После завершения карьеры почти 20 лет работал с молодёжной и национальной сборной России.

## Образование
Окончил Государственный институт физической культуры и Высшую школу тренеров.

## Карьера

### Игрок
Воспитанник футбольной академии московского «Динамо». Дебютировал в чемпионате СССР 10 апреля 1966 года в матче с тбилисскими одноклубниками, выйдя на замену Владимиру Дудко после перерыва. Всего в первом сезоне Вотоловский провёл 7 матчей в первенстве и 1 в Кубке.
В марте 1967 года в предсезонных товарищеских матчах с «Брюгге» и сборной вооружённых сил Марокко Вотоловский забил 2 гола, и новый тренер команды Константин Бесков стал доверять ему место в стартовом составе в начавшимся чемпионате. Первый официальный гол забил уже в 3-м туре в ворота киевского «Динамо». На 75-й минуте он сравнял счёт, а за минуту до финального свистка победу москвичам принёс Геннадий Гусаров — 3:2. В сезоне-1967 Вотоловский отличился ещё однажды, а в Кубке СССР 1966/67 во встречах 1/16 и 1/2 финала с воронежским «Трудом» и «Соколом» он забил по 2 мяча. В товарищеских матчах перед сезоном-1968 вновь дважды отличился, но по окончании чемпионата он покинул клуб, сыграв в последнем сезоне лишь 7 матчей.
В 1969 Вотоловский продолжил выступления в классе «А» в составе ленинградского «Зенита». Он сыграл 16 матчей и забил 1 гол, после чего в 1970 году перешёл в другую ленинградскую команду — «Динамо».
Год спустя стал игроком липецкого «Металлурга», где и завершил карьеру в 1974 году.

### Тренер
В 1981—1982 годах Вотоловский возглавлял команду «Сталь» Чебоксары, которая выступала во второй лиге. После создания сборной России был приглашён работать администратором в молодёжную команду. С 1999 года и до смерти он был менеджером национальной сборной России. В главной команде занимался оформлением вызовов игроков в сборную, авиабилетами и экипировкой.

## Личная жизнь
Племянник Бориса Татушина.
Первой женой Вотоловского была дочь Константина Бескова Любовь, преподаватель-переводчик английского языка. Вместе они прожили 1,5 года, детей не было. После развода вышла замуж за Владимира Федотова.
Умер в 2012 году. Похоронен на Востряковском кладбище.

## Достижения
«Динамо» Москва
- Обладатель Кубка СССР: 1966/67